# Ismael Hernández Deras
Ismael Alfredo Hernández Deras (San Francisco del Mezquital, Durango; 20 de febrero de 1964) es un político mexicano, miembro del Partido Revolucionario Institucional. Fue presidente municipal de Durango, senador por Durango y gobernador de Durango. Es diputado federal al Congreso de la Unión por el principio de representación proporcional.
Estudió en la actual ESIMA (Escuela Secundaria Ignacio Manuel Altamirano) de la capital.
Ismael Hernández Deras es Contador Público egresado de la Universidad Juárez del Estado de Durango, en donde fue dirigente estudiantil. De 1981 a 1983 fue secretario general de la Vanguardia Juvenil Agrarista de la Confederación Nacional Campesina en el municipio de Mezquital De 1989 a 1992 fue presidente estatal del Frente Juvenil Revolucionario en Durango y durante el mismo periodo diputado local suplente, posteriormente fue de nuevo diputado suplente, pero al Congreso Federal. De 1992 a 1995 fue elegido diputado al Congreso de Durango, por el II Distrito Electoral Local de Durango y desde 1992 hasta 1994 fue presidente Estatal del PRI.
En 1994 fue elegido diputado federal por el I Distrito Electoral Federal de Durango a la LVI Legislatura, cargo que terminó en 1997, de 1995 a 1998 fue secretario general de la Confederación Nacional de Organizaciones Populares en Durango y fue elegido senador suplente para el periodo de 1997 a 2000.
Fue elegido presidente municipal de la Ciudad de Durango en 1998, solicitó licencia al cargo en 2000 y fue elegido senador por Durango para las Legislaturas LVIII y LIX, cuyo periodo concluía en 2006, pero pidió licencia en 2003 para buscar la candidatura de su partido a gobernador de Durango, triunfó en la convención celebrada el 14 de diciembre de ese año. Al año siguiente consiguió mayoría de votos en la Elección constitucional, asumiendo el cargo de gobernador el 15 de septiembre de 2004. Su mandato terminó en 2010. 
Ismael Hernández Deras fue elegido senador en las elecciones de 2012.

## Senador de la República
En las elecciones federales en México del 2012, el Partido Revolucionario Institucional postula a Ismael Hernández Deras y obtiene el triunfo como senador de la República, ganando la elección en los 39 municipios del Estado, superando al excandidato a gobernador de la Coalición PAN-PRD José Rosas Aispuro por casi 80,000 votos de diferencia. Ha sido afín a los temas del campo que remontan a cuando era secretario general de la Vanguardia Juvenil Agrarista de la Confederación Nacional Campesina en el municipio de Mezquital cuando  sólo tenía 17 años.
Además de ser Vice Coordinador del Grupo Parlamentario del PRI en el Senado Archivado el 5 de febrero de 2007 en Wayback Machine., participa en las siguientes Comisiones del Senado de México:
- Presidente de la Comisión Bicameral de Seguridad Nacional.[5][4]
- Integrante de la Comisión de Gobernación.[5]
- Integrante de la Comisión de Seguridad Pública.[5]
- Integrante de la Comisión de Educación.[5]
- Integrante de la Comisión de Comunicaciones y Transportes.[5]
- Delegado del Comité Ejecutivo Nacional del PRI en el Estado de México.
- Dirigente nacional de la Confederación Nacional Campesina (CNC).[6]

## Gobernador de Durango
En julio del 2004 Ismael Hernández Deras es electo Gobernador del Estado de Durango para el período 2004-2010, iniciando su responsabilidad el 15 de septiembre de ese mismo año.
Ismael logró generar año con año presupuestos históricos para el estado, enfocándose principalmente a los rubros de infraestructura carretera, hospitalaria, educativa, equipamiento urbano y el rescate de las fachadas del centro histórico de la ciudad de Durango, una de las acciones mejores calificadas por la sociedad.
Concluido su encargo como Gobernador, se desempeña como Secretario de Coordinación Regional del Comité Ejecutivo Nacional del PRI en los estados de Zacatecas, Aguasacalientes, San Luis Potosí y Guanajuato. El 26 de octubre de 2017, asumió la presidencia nacional de la Confederación Nacional Campesina, el brazo agrícola del PRI.

## Delegado del C.E.N. del PRI en Puebla.
Fungió como delegado de su partido en el proceso electoral federal del estado de Puebla en el año 2015, ganando 9 de 15 diputaciones.

## Delegado del C.E.N. del PRI en el Estado de México.
El 19 de diciembre de 2016 asume la delegación del PRI en el Estado de México